# Rocbaron
Rocbaron – miejscowość i gmina we Francji, w regionie Prowansja-Alpy-Lazurowe Wybrzeże, w departamencie Var.
Według danych na rok 1990 gminę zamieszkiwały 1774 osoby, a gęstość zaludnienia wynosiła 87 osób/km² (wśród 963 gmin regionu Prowansja-Alpy-W. Lazurowe Rocbaron plasuje się na 288. miejscu pod względem liczby ludności, natomiast pod względem powierzchni na miejscu 485.).